# Сражение в урочище Койтен
Сражение в урочище Койтен — сражение 1201 года между монгольско-кереитским войском Чингисхана и Ван-хана и объединённой многоплемённой армией Джамухи.

## Предпосылки
Во второй половине 90-х гг. XII века монгольский вождь Тэмуджин начал стремительно укреплять свою власть. Принятие титула Чингисхана в 1189 году, победы над татарами (1196) и джуркинами (1197), а также присоединение ряда народов сделали Тэмуджина к началу XIII века одной из наиболее влиятельных фигур в степи, что не могло не беспокоить его многочисленных противников: меркитов, тайджиутов, татар, найманов и некоторые другие племена (горлосы, икиресы, унгираты, дурбэны, хатагины и т. д.). В 1201 году вожди этих племён собрались на съезд (курултай) в урочище Алхой-будах, чтобы решить, кого избрать предводителем в борьбе против Чингисхана. Выбор пал на предводителя джадаранов Джамуху: в детские и юношеские годы Джамуха был побратимом (анда) Чингисхана, однако некоторое время спустя интересы обоих вождей разошлись, что неизбежно привело к борьбе за власть. После совместной клятвы в верности и совершения обряда жертвоприношения Джамуха был возведён в гурханы — «властители вселенной» или «ханы над ханами», — таким образом показывая непризнание ханского титула за Чингисом. Существует и другое объяснение выбора Джамухой этого титула: так, согласно «Сокровенному сказанию монголов», под титулом гурхана был известен дядя верного союзника Чингисхана, кереитского правителя Ван-хана, неоднократно оспаривавший у последнего право на власть и однажды даже добившийся его свержения. Таким образом, с принятием титула гурхана Джамуха предъявлял претензии на ханствование не только к Чингису, но и к Ван-хану, поскольку в случае победы вождю джадаранов была бы обеспечена власть над всей степью. 
Сразу же после возведения Джамухи в гурханы союзники стали готовить план нападения на Чингисхана, однако сохранить свой замысел в тайне им не удалось: некий горлос по имени Хоридай, прибыв в становище монгольского хана, доложил тому о случившемся. Узнав о надвигающейся угрозе, Чингисхан обратился за помощью к Ван-хану, который немедленно поднял войска.

## Ход сражения

### Сражение при Койтене
Монгольско-кереитское войско вступило в долину р. Керулен. Со стороны Чингисхана в разведку были снаряжены его родственники Хучар, Алтан и Даритай-отчигин; Ван-хан отрядил своего сына Нилха-Сангума, младшего брата Джаха-Гамбу и одного из ближайших сподвижников, Бильге-беки. Выставив от себя постоянные караулы в урочищах Энегенгуйлету, Чекчер и Чихурху, разведчики, достигнув урочища Уткия, решили расположиться на ночлег, однако в этот момент с караула с Чихурху пришло известие о приближении неприятеля. Было принято решение выдвинуться навстречу; от захваченных воинов разведчики узнали, что в передовых отрядах Джамухи стоят тайджиутский нойон Аучу-багатур, найманский хан Буюрук, сын меркитского вождя Тохтоа-беки Хуту и правитель ойратов Худуха-беки. 
Обе армии встретились в урочище Койтен (монг. Хүйтэн) рядом с о. Колен (монг. Хөлөн); сражение состоялось на следующее утро и оказалось чрезвычайно кровопролитным, однако не принесло решительного успеха ни одной из сторон. Тогда, согласно легенде, Буюрук-хан и Худуха-беки, обладавшие шаманскими способностями и желая обеспечить себе победу, решили накликать на силы Чингисхана и Ван-хана непогоду. Разразившаяся буря, однако, обрушилась на само войско Джамухи; ослеплённые дождём и снегом, многие воины сорвались в пропасти, а оставшиеся в живых получили серьёзные травмы. Расценив случившееся как дурной знак, Буюрук-хан, Худуха-беки и Хуту поспешили отделиться от Джамухи; найманы ушли на Алтай, ойраты — в леса Прибайкалья, а меркиты — на Селенгу. Оставшийся один, разгневанный Джамуха совершил набег на кочевья бывших союзников и отступил к р. Аргунь. Таким образом, коалиция, созданная Джамухой, распалась, а следом за ней было вынуждено разделиться и монгольско-кереитское войско. Воины Ван-хана пустились преследовать самого Джамуху и остатки меркитов, а Чингисхан двинулся вниз по р. Онон навстречу тайджиутам.

### Поход Чингисхана против тайджиутов
В начале XIII века тайджиуты представляли собой одно из наиболее крупных и сильных степных племён. С этим племенем Чингисхана связывала давняя вражда: так, ещё в детские годы Чингис и его семья были покинуты тайджиутами, а несколько лет спустя его захватил и в течение некоторого времени держал в рабстве тайджиутский предводитель Таргутай-Кирилтух. 
Настигнутые Чингисханом, тайджиуты укрепились на противоположном берегу Онона, готовые дать бой. Жестокая битва продолжалась до самого вечера; Чингисхан был ранен в шею стрелой, однако продолжал сражаться, пока не потерял сознание. На помощь Чингису пришёл один из его ближайших сподвижников, урянхаец Джэлмэ; пристроившись рядом с ханом, Джэлмэ на протяжении всей ночи отсасывал из его шеи спёкшуюся кровь (вероятно, стрела могла быть отравленной). Придя в себя после полуночи, Чингисхан попросил пить, однако в лагере монголов не оказалось никакого питья; тогда Джэлмэ пробрался в стан тайджиутов (с наступлением темноты, не добившись преимущества, обе стороны разбили лагеря на месте боя), где раздобыл для хана рог кислого молока. 
Хотя тайджиуты ничего не знали о ранении Чингиса, за ночь многие из них покинули поле битвы, и наутро Чингисхан приказал устроить за ними погоню. Пойманные тайджиутские нойоны — Аучу-Багатур, Ходон-Орчан и Курил-бахадур — по приказу Чингиса были казнены вместе со своими семьями. Не удалось уйти от возмездия и Таргутаю-Кирилтуху: некоторое время он скрывался в лесах, однако вскоре был схвачен и едва не выдан Чингису своими бывшими слугами, а позже погиб в схватке с одним из нукеров хана Чилауном. Что касается простого народа, то он большей частью был принят Чингисханом в его улус. Так, на службе у Чингиса оказалась семья батрака Сорган-Ширы, некогда спасшего юного Тэмуджина из тайджиутского плена; пришёл к монгольскому хану и ранивший его стрелок, йисут Джиргоадай, за свою доблесть принятый в войско десятником и получивший прозвище Джэбэ (т. е. «стрела»). В дальнейшем Джэбэ станет тысячником и прославится как один из командующих в битве с русскими на Калке. 
Более поздние источники (например, персидская летопись XIV века «Джами ат-таварих»), в отличие от «Сокровенного сказания монголов», датируют битву Чингисхана с тайджиутами не 1201, а 1200 годом, т. е. до избрания Джамухи гурханом. Принимая во внимание этот факт, некоторые историки рассматривают поход на тайджиутов отдельно от сражения в Койтене, предполагая, что в последнем участвовали уже остатки некогда могущественного племени.

## Итоги
Сражение в урочище Койтен стало одним из переломных моментов в жизни Чингисхана. Были разгромлены и приведены к покорности его давние недруги тайджиуты; признавая авторитет монголов, в их улус влились унгираты. С победой над Джамухой и его союзниками Чингис отныне мог безбоязненно называться ханом монголов. В то же время, некоторые крупные племена, такие как татары и найманы, ещё не были покорены и могли представлять угрозу для монгольского улуса; кроме того, наметился разлад с Ван-ханом и Нилха-Сангумом, последний из которых, желая перетянуть на себя власть в улусе кереитов, заключил союз с Джамухой. Так перед Чингисханом была 
поставлена новая цель — создание единого государства, под своей властью объединившего бы всю монгольскую степь. 

## В культуре
Сражение при Койтене описано в романе И. К. Калашникова «Жестокий век» (1978).

### В кино
- Сражение подробно показано в телесериале «Чингисхан» (2004).